# Paul Ruhstrat
Paul Ruhstrat war ein deutschsprachiger Schriftsteller.

## Leben
Mit Emil Szittya gab er in Paris von 1933 bis 1934 die deutschsprachige Exilzeitschrift Die Zone heraus. Unter den insgesamt nur acht Ausgaben ist ein Gedenkband zum zwanzigsten Jahrestag der Ermordung des französischen sozialistischen Politikers Jean Jaurès. Sein Buch Banlieue. Erzählung aus der Pariser Vorstadt ist auf Deutsch in Paris erschienen und wurde auch ins Russische übersetzt.

## Werke
- Paul Ruhstrat: Banlieue. Erzählung aus der Pariser Vorstadt. Edition La Zone, Paris 1932